# اسلوپ کلاس کادماس
اسلوپ کلاس کادماس (به انگلیسی: Cadmus-class sloop) یک کلاس از اسلوپ‌ها است که طول آن ۲۱۰ فوت (۶۴ متر) می‌باشد.